# Casa Carles Casades
La Casa Carles Casades és un edifici situat al carrer de Provença, 318 de Barcelona, inclòs a l'Inventari del Patrimoni Arquitectònic de Catalunya.

## Història
Va ser encarregada el 1915 per l'hisendat Carles Casades de Còdol a l'arquitecte Adolf Florensa, autor d'altres edificis a la ciutat de Barcelona per al mateix propietari.

## Descripció
És un edifici d'habitatges entre mitgeres de planta rectangular que consta d'una planta baixa desdoblada en semisoterrani i entresòl i quatre plantes pis. L'accés principal, al centre de la façana, dona pas a una àmplia zona de vestíbul aixecada respecte de la cota del carrer on trobem l'escala comunitària d'accés als immobles superiors.
La façana té una composició d'obertures de cinc mòduls verticals dels quals el central és més ample. La planta baixa disposa d'un portal a doble alçada amb arc de mig punt d'estètica classicista flanquejat per pilastres noucentistes. Adossades al mòdul central i continuant amb les pilastres de sota apareixen unes altres que abasten tota l'alçada de les plantes pis, arribant a alçar-se tota una planta per sobre de la coberta per formar un frontó de perfil ovalat apuntat que remarca la força del mòdul central i la simetria de la façana. Aquest frontó té un cornisament amb perfils classicistes combinats amb cassetons, però la seva força expressiva la dona la seva integració amb el mòdul central de la façana que abasta tota l'alçada de l'edifici.
Respecte a la composició d'obertures, la primera planta disposa d'un balcó corregut, de baranes metàl·liques. La resta de balcons són individuals o aparellen dues balconeres, essent els de la planta tercera ovalats.
La coberta és plana amb terrat del qual sobresurt, a manera de golfes, el volum construït darrere del frontó central de la façana. Aquest disposa de les tres obertures ovalades que es veuen a sota del frontó i aprofita el terrat com a terrassa.
Artísticament cal destacar la decoració dels elements de façana com són les pilastres, el frontó i el cornisament.
A l'interior, la zona de vestíbul integra una escalinata i disposa d'una volta cassetonada d'ansa-paner amb dos arcs faixons suportats per columnes de marbre. Aquest vestíbul connecta amb la zona de l'escala comunitària que està a la cota de l'entresòl. La zona d'escala integra també el cel obert amplificant les dimensions d'aquests espais.